# Dân chủ tại Việt Nam
Dân chủ tại Việt Nam đề cập đến tình hình dân chủ và các vấn đề liên quan đến dân chủ tại Việt Nam. Nghị quyết Đại hội đại biểu toàn quốc lần thứ X Đảng Cộng sản Việt Nam khẳng định sớm đưa Việt Nam ra khỏi tình trạng kém phát triển, thực hiện "dân giàu, nước mạnh, xã hội công bằng, dân chủ, văn minh". Hiện nay, văn bản pháp lý cao nhất quy định về dân chủ nói chung tại Việt Nam là Hiến pháp Việt Nam 2013, ở cấp cơ sở thì có Pháp lệnh thực hiện dân chủ ở xã, phường, thị trấn.
Theo điều 4 Hiến pháp 1992, Đảng Cộng sản Việt Nam là lực lượng lãnh đạo toàn diện mọi hoạt động của xã hội. Người dân Việt Nam bầu ra Quốc hội là những người đại diện cho dân để họ bầu ra chủ tịch nước và chính phủ. Một số ý kiến cho rằng ở Việt Nam không có dân chủ và bị Economist Intelligence Unit (EIU) xếp vào nhóm chính thể chuyên chế cùng với Trung Quốc và Miến Điện. Theo xếp hạng theo Chỉ số dân chủ năm 2012 do Tạp chí Economist tiến hành, Việt Nam đứng thứ 144 trên tổng số 167 quốc gia trong xếp hạng. Theo danh sách của tạp chí này, Việt Nam nằm trong nhóm chính phủ độc tài thiếu dân chủ. Trong nhiều năm, bộ ngoại giao Mỹ cũng xếp Việt Nam vào nhóm nước "chưa có dân chủ, hạn chế tự do báo chí, tôn giáo". Theo khảo sát của Trung tâm Nghiên cứu PEW, trụ sở tại Mỹ, vào năm 2017, 79% người Việt được thăm dò trả lời là "ủng hộ dân chủ vừa phải" và có 29% người Việt Nam xem chính quyền quân sự là thể chế "rất tốt", 41% coi là "hơi tốt" và 3% xem là "rất xấu".

## Quá trình phát triển dân chủ tại Việt Nam từ 1945

### Dân chủ Việt Nam Dân chủ Cộng hòa
Trong Tuyên ngôn độc lập 1945 do Hồ Chí Minh viết, đã khẳng định quyền tự do dân chủ của tất cả người dân Việt Nam. Trong Hiến pháp 1946, Lời nói đầu khẳng định ba nguyên tắc cơ bản của bản Hiến pháp này:
1. Đoàn kết toàn dân không phân biệt giống nòi, gái, trai, giai cấp, tôn giáo;
2. Đảm bảo các quyền tự do dân chủ;
3. Thực hiện chính quyền mạnh mẽ và sáng suốt của nhân dân.

Có quan điểm cho rằng bản Hiến pháp 1946 mang "ít chất xã hội chủ nghĩa, duy ý chí, tập trung quan liêu bao cấp như các hiến pháp sửa đổi lại sau đó". Tuy nhiên, những quy định trong Hiến pháp năm 1946 hầu hết đều không trở thành hiện thực. Đảng Lao động Việt Nam đã thiết lập một nền chuyên chính vô sản tại Việt Nam.

### Dân chủ Việt Nam Cộng Hòa
Hệ thống chính trị tại Việt Nam Cộng Hòa cho phép quyền dân chủ khá phổ biến, như cho phép đa đảng, quyền biểu tình, bầu cử phổ thông đầu phiếu cho vị trí Tổng thống... Hiến pháp VNCH năm 1967 xác lập cơ cấu tổ chức chính quyền Việt Nam Cộng hòa rất hoàn chỉnh, theo mô hình của nhà nước Hoa Kỳ. Hiến pháp Việt Nam Cộng hòa đã thể hiện khá đầy đủ tinh thần của chủ nghĩa hợp hiến.
Theo báo cáo đặc biệt năm 1973 của Tổ chức Ân xá quốc tế (amnesty international - AI), có tồn tại việc chính quyền Việt Nam Cộng hòa đàn áp những người bất đồng chính kiến, trong đó có việc lạm dụng các điều luật mơ hồ để bắt giữ tuỳ tiện, tra tấn, và xét xử bằng toà án binh. Những người dân thường bị Việt Nam Cộng hòa giam giữ đều được Tổ chức Ân xá Quốc tế xem là tù nhân chính trị, vì đa phần trong số đó bị giam giữ vì lý do bất đồng chính kiến. Nhiều người bị bắt mặc dù không có liên hệ với Cộng hòa Miền Nam Việt Nam hay Mặt trận Dân tộc Giải phóng miền Nam Việt Nam. Theo AI, Việt Nam Cộng hòa có bốn loại tù nhân bao gồm: tù hình sự, những người thuộc Chính phủ Cách mạng lâm thời Cộng hòa miền Nam Việt Nam hay Mặt trận Dân tộc Giải phóng miền Nam Việt Nam, những người có liên hệ với Chính phủ Cách mạng lâm thời Cộng hòa miền Nam Việt Nam hay Mặt trận Dân tộc Giải phóng miền Nam Việt Nam và những người bất đồng chính kiến. Những người bất đồng chính kiến được phía Chính phủ Cách mạng lâm thời Cộng hòa miền Nam Việt Nam, Mặt trận Dân tộc Giải phóng miền Nam Việt Nam và Việt Nam Dân chủ Cộng hòa gọi là "lực lượng chính trị thứ ba" tại miền Nam. AI cho rằng Việt Nam Cộng hòa giam giữ khoảng 200.000 tù chính trị nhưng phía Việt Nam Cộng hòa cho rằng họ chỉ giam khoảng 37.000 người. Một trường hợp tiêu biểu của AI nhắc tới là dân biểu Trần Ngọc Châu một người bất đồng chính kiến bị chính quyền Nguyễn Văn Thiệu quy chụp là cộng sản nằm vùng. Sau Hiệp định Paris, ông Châu được trao trả cho Chính phủ Cách mạng lâm thời Cộng hòa miền Nam Việt Nam nhưng ông từ chối vì cho rằng mình không phải là cộng sản. Thực tế đã chứng minh điều đó khi sau năm 1975, ông này đã sang Hoa Kỳ định cư. Theo AI, Việt Nam Cộng hòa đã bắt bớ và giam giữ tuỳ tiện những người bất đồng chính kiến ở miền Nam thông qua những điều luật chống Cộng mơ hồ và tù binh không được hưởng các quy chế quốc tế. Nhiều tù chính trị bị coi là đặc biệt nguy hiểm bị giam giữ mà không qua xét xử. Nhiều phiên xử của các tòa án binh chỉ kéo dài trong 5 phút. Theo AI, tù nhân chính trị còn bị tra tấn, bức cung, nhục hình tại các nhà giam, đặc biệt là tại Tổng nha Cảnh sát Quốc gia Đô thành Sài Gòn. Tình trạng đối xử tàn tệ với tù nhân diễn ra khốc liệt hơn khi Quân lực Việt Nam Cộng hòa và cố vấn Hoa Kỳ can thiệp vào các trại giam. Báo cáo cho biết việc biệt giam, cùm, đánh đập dã man và nhốt tù nhân trong chuồng cọp khiến cho một số tù nhân bị tàn tật vĩnh viễn. Một số tù nhân đã chết trong ngục hoặc bị liệt nửa người. Từ năm 1972, hội Chữ thập đỏ bị ngăn cấm vào tiếp xúc và hỗ trợ cho tù chính trị. Đa số người bị cáo buộc vi phạm những tội chính trị kể trên đều bị giam giữ vô thời hạn mà không được mang ra xét xử. Căn cứ vào Điều 4, Hiến pháp năm 1967 về việc bài trừ chủ nghĩa Cộng sản, chính quyền Việt Nam Cộng hòa thường bắt người với lý do "gây nguy hiểm đến an ninh quốc gia", "gây suy sụp tinh thần chiến sỹ quân đội", tập hợp người gây bất lợi cho an ninh quốc gia, cổ súy chủ thuyết cộng sản, thân cộng, thân cộng-trung lập,...Luật nhà binh được chính quyền sử dụng trong các vụ án chính trị.

### Dân chủ tại Việt Nam từ 1975 đến nay

The Economist Intelligence Unit: Bản đồ chỉ số dân chủ năm 2012 do tờ tạp chí The Economist đánh giá, màu xanh đậm hơn là chỉ nước dân chủ hơn.
Dân chủ thật sự:
9.00-10.00
8.00-8.99
Bán dân chủ:
7.00-7.99
6.00-6.99
Chế độ nửa vời:
5.00-5.99
4.00-4.99
Chế độ độc tài:
3.00-3.99
2.00-2.99
0.00-1.99
Không đủ thông tin, không đánh giá:

Trong thời kỳ sau 1975 đến 1988, tại Việt Nam có ba Đảng: Đảng Cộng sản Việt Nam, Đảng Xã hội Việt Nam và Đảng Dân chủ Việt Nam. Từ năm 1988, Đảng Dân chủ Việt Nam và Đảng Xã hội Việt Nam tuyên bố ngừng hoạt động, tại Việt Nam chỉ còn một đảng duy nhất lãnh đạo là Đảng Cộng sản Việt Nam. Hiện tại theo Hiến pháp của nước CHXHCN Việt Nam, Đảng Cộng sản Việt Nam là chính đảng duy nhất lãnh đạo toàn dân và Nhà nước.
Những năm đầu 1990, Việt Nam thực sự đẩy mạnh quá trình dân chủ hóa theo các tiêu chuẩn quốc tế. Dưới sức ép của quốc tế, đồng thời muốn tham gia cộng đồng quốc tế, tham gia WTO, Việt Nam ký kết một loạt các công ước quốc tế về Nhân quyền và dân chủ. Sau khi Việt Nam ký kết Tuyên ngôn Quốc tế Nhân quyền và Chương trình hành động Vienna 1993, Việt Nam tiến hành sửa đổi Hiến pháp (1992), công nhận các quyền con người theo các thỏa thuận đã ký. Nhà nước Việt Nam cho rằng nền dân chủ ở Việt Nam do Đảng Cộng sản và nhân dân xây dựng sẽ tiếp tục hoàn thiện, mở rộng và phát huy. Xây dựng và hướng tới một xã hội xã hội chủ nghĩa dân giàu, nước mạnh, dân chủ, công bằng, văn minh. Nếu so sánh với tiêu chuẩn của hệ thống dân chủ phương Tây, Việt Nam hiện có nhiều vấn đề trong thực thi dân chủ theo các cam kết mà Việt Nam đã ký. Trước hết là quyền tự do bầu cử, lựa chọn ứng cử viên. Tiếp đó là các quyền tự do ngôn luận, tự do lập hội, tự do báo chí và truy cập thông tin theo nhiều nguồn, quyền tự do tôn giáo.
Chính vì vậy, các tổ chức nhân quyền quốc tế cho rằng ở Việt Nam "không có dân chủ". Việt Nam bị Economist Intelligence Unit (EIU) xếp vào nhóm chính thể chuyên chế cùng với Trung Quốc và Miến Điện. Nhiều năm, bộ ngoại giao Mỹ cũng xếp Việt Nam vào nhóm nước "chưa có dân chủ, hạn chế tự do báo chí, tôn giáo".
Theo điều 4 Hiến pháp hiện hành, Đảng Cộng sản Việt Nam là lực lượng lãnh đạo toàn diện mọi hoạt động của xã hội. Theo Hiến pháp thì người dân Việt Nam bầu ra Quốc hội là những người đại diện cho dân, các đại biểu Quốc hội sẽ bầu ra chủ tịch nước và chính phủ. Tuy nhiên, do cơ chế quy hoạch và hiệp thương đại biểu, nên có nhiều vấn đề trong việc lựa chọn ứng cử viên. Các ứng cử viên thường nằm trong danh sách do trên quy hoạch đưa xuống. Do đó, đa số Đại biểu quốc hội, cũng như các chức danh trong Chính phủ, quản lý cấp trung ương tới địa phương đều là theo quy hoạch, là Đảng viên Đảng Cộng sản.
Trong Quốc hội đã có những tiếng nói phản biện, nghi ngại về hiệu quả hoạt động của chính phủ. Đặc biệt sau những vấn đề trong quản lý của Chính phủ (vụ Vinashin, vụ cho thuê rừng, vụ tham nhũng PCI...), có nhiều tiếng nói của đại biểu yêu cầu thay đổi cơ chế quản lý hiện nay trong kinh tế. Lần đầu tiên một đại biểu quốc hội yêu cầu Quốc hội bỏ phiếu tín nhiệm Chính phủ, yêu cầu Chính phủ xin lỗi nhân dân.
Trước đó, lần đầu tiên Quốc hội bỏ phiếu bác bỏ một dự thảo Xây dựng đường sắt cao tốc Bắc Nam của chính phủ, dù đã được coi là nghị quyết của Bộ Chính trị. Nhiều cán bộ cao cấp lên tiếng đề nghị chính phủ thận trọng trong dự án Bauxite Tây Nguyên, ví dụ như Nguyên Phó Chủ tịch nước Nguyễn Thị Bình.
Một số tờ báo vạch rõ nguy cơ của việc thiếu dân chủ, dân chủ hình thức  qua đó kiến nghị những giải pháp để Đảng Cộng sản Việt Nam đổi mới, mở rộng dân chủ trong và ngoài Đảng, trong bầu cử, trong lựa chọn lãnh đạo, trong ra quyết định.
Chính phủ Việt Nam khẳng định luôn quan tâm đến dân chủ và tìm cách mở rộng, phát huy dân chủ ở Việt Nam, tuy nhiên họ cũng nhìn nhận rằng Hoa Kỳ và các nước phương Tây đã sử dụng vấn đề dân chủ làm một chiêu bài, "vũ khí" trong chiến lược Diễn biến hòa bình nhằm mục đích chuyển hóa, lật đổ, và thay thế các nhà nước xã hội chủ nghĩa. Chính phủ Việt Nam luôn nhấn mạnh việc không chấp nhận các lực lượng ngoại quốc lấy lý do dân chủ để can thiệp vào công việc nội bộ của Việt Nam, cũng như việc một số cá nhân trong nước "Đội lốt dân chủ" để tiến hành vu cáo, xuyên tạc, bóp méo thông tin, thực hiện các hành vi vi phạm pháp luật Việt Nam.
Phó chủ tịch nước Việt Nam Nguyễn Thị Doan nói: dân chủ của Việt Nam "cao hơn gấp vạn lần so với dân chủ tư sản". Tại hội nghị Công an toàn quốc chiều ngày 17/12/2012 tại Hà Nội, Thủ tướng Nguyễn Tấn Dũng phát biểu: "cương quyết không để nhen nhóm hình thành các tổ chức chính trị đối lập chống phá và đi ngược lợi ích của đất nước, của nhân dân".
Theo báo Nhân dân, nền dân chủ ở Việt Nam là nền dân chủ Xã hội chủ nghĩa. Theo đó, tất cả quyền lực thuộc về nhân dân, nhà nước pháp quyền xã hội chủ nghĩa thực sự của nhân dân, do nhân dân và vì nhân dân là trọng tâm. Nhà nước pháp quyền quản lý xã hội bằng pháp luật và các công cụ khác, nhưng việc sử dụng bất cứ công cụ nào cũng phải trong khuôn khổ pháp luật. Thông qua thực thi pháp luật, nhà nước thể hiện nhân dân là chủ thể của quyền lực chính trị, thực hiện chuyên chính với mọi hành động xâm phạm lợi ích của Tổ quốc và nhân dân.
Theo tờ Diplomat (2016), dân chủ ở Việt Nam chỉ tồn tại trên danh nghĩa và không có trên thực tế . Năm 2017, theo khảo sát của Trung tâm Nghiên cứu PEW, trụ sở tại Mỹ, 79% người Việt được thăm dò trả lời là "ủng hộ dân chủ vừa phải" và có 29% người Việt Nam xem chính quyền quân sự là thể chế "rất tốt", 41% coi là "hơi tốt" và chỉ có 3% xem là "rất xấu".

## Các cá nhân và tổ chức tự tuyên bố đấu tranh vì dân chủ
Sau Cải cách ruộng đất từ 1953-1956, miền Bắc Việt Nam đã nhen nhóm những tiếng nói đòi quyền tự do trong đời sống xã hội, như Phong trào Nhân Văn-Giai Phẩm nhưng đã thất bại. Sau 1975, khi đất nước thống nhất, cả nước theo Chủ nghĩa Xã hội, một số phong trào chống đối chế độ xã hội chủ nghĩa vẫn còn tại miền Nam, do các cá nhân của chế độ Việt Nam cộng hòa thực hiện, tuy vậy tất cả đều thất bại. Đặc biệt là bắt đầu từ quá trình "mở cửa", "đổi mới" được bắt đầu 1985-1986, các cá nhân và tổ chức đấu tranh vì dân chủ trong nước bắt đầu xuất hiện. Đặc biệt, khi chủ nghĩa xã hội trên toàn thế giới bị sụp đổ, phong trào dân chủ bắt đầu hình thành. Phong trào bắt đầu từ những trí thức và Đảng viên Cộng sản Việt Nam sau đó lan rộng ra xã hội lôi cuốn nhiều cá nhân thuộc nhiều tầng lớp khác nhau tham gia.

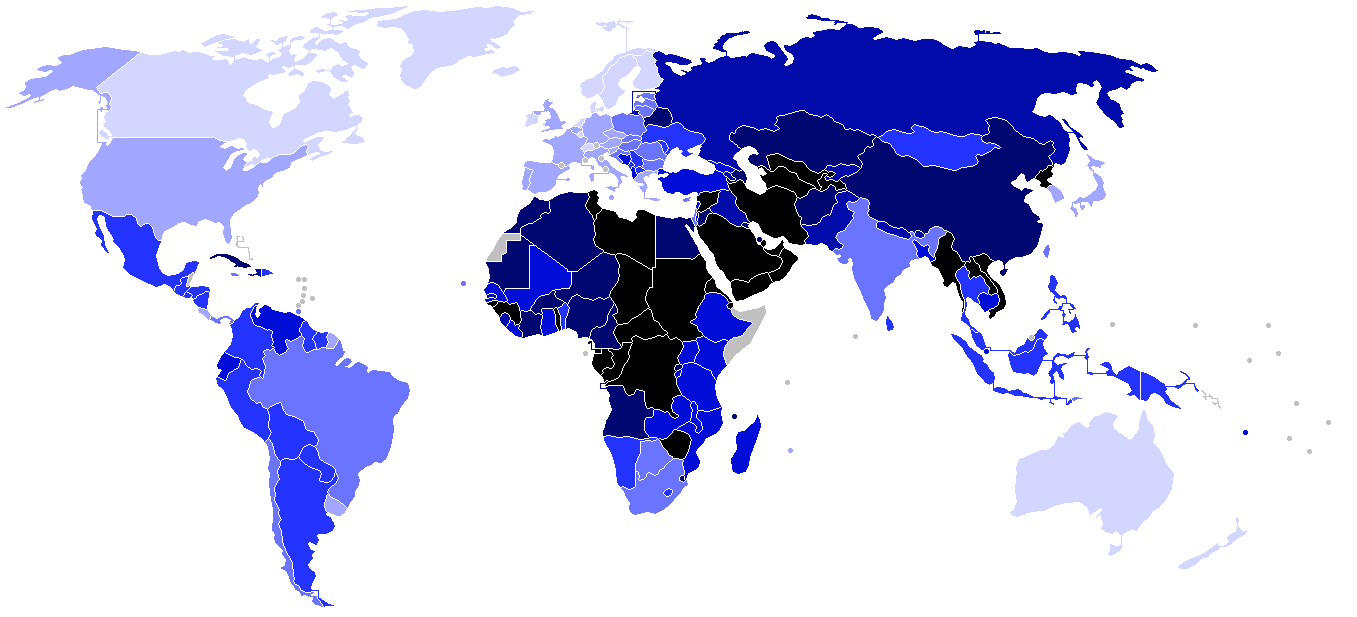
Chỉ số dân chủ 2008 do tạp chí The Economist đánh giá. Những nước có màu tối là độc tài theo cách đánh giá của tạp chí này, và hầu hết các nước này là ở châu Phi và châu Á

- Hà Sĩ Phu công bố bài viết "Nắm tay nhau đi dưới tấm biển chỉ đường của trí tuệ" năm 1988 đánh dấu sự phản tỉnh của tầng lớp trí thức Việt Nam[23].
- Trần Độ và một số người khác: Trung tướng Trần Độ nguyên Trưởng Ban Văn hóa - Văn nghệ Trung ương. Từ năm 1991 cho đến khi mất vào tháng 8/2002, ông Trần Độ đã góp phần vào việc nuôi dưỡng phong trào cùng với các ông Hoàng Minh Chính, Phạm Quế Dương, Nguyễn Thanh Giang. Trần Độ kêu gọi "khôi phục vai trò, vị trí vốn có của Quốc hội, Chính phủ. Phải thực hiện đúng Hiến pháp, tức là sửa chữa các đạo luật chưa đúng tinh thần Hiến pháp. Đó là phải có những đạo luật ban bố quyền tự do lập hội, lập đảng, tự do ngôn luận, luật báo chí, xuất bản. Sửa chữa các luật bầu cử ứng cử tự do, từ bỏ quyền quyết định của cơ quan tổ chức Đảng, trừ bỏ "hiệp thương" mà thực chất là gò ép".[24]
- Khối 8406: Khối 8406 là tên gọi của một nhóm hoạt động chính trị, gồm một số cá nhân tự nhận là những người kêu gọi cho dân chủ tại Việt Nam. Tên "Khối 8406" xuất phát từ tuyên ngôn công bố ngày 8 tháng 4 năm 2006 của nhóm. Chính phủ Việt Nam cho rằng hoạt động của nhóm này vi phạm pháp luật Việt Nam và đã kết án một số thành viên, trong đó có Nguyễn Văn Đài và Lê Thị Công Nhân. Họ muốn người dân Việt Nam có được tự do, dân chủ như các nước văn minh trên thế giới như ở Tiệp Khắc: cách mạng Nhung là một cuộc cách mạng bất bạo động tại Tiệp Khắc diễn ra từ ngày 16 tháng 11 năm 1989 đến ngày 29 tháng 12 cùng năm và dẫn đến sự sụp đổ của chế độ xã hội chủ nghĩa tại nước này. Sự kiện này nằm trong chuỗi sụp đổ của chế độ xã hội chủ nghĩa tại khắp các nước Đông Âu khác trong năm 1989.
- Câu lạc bộ Nhà báo tự do: một số cá nhân tổ chức ra câu lạc bộ nhà báo tự do, cổ vũ tự do ngôn luận. Một số thành viên chủ chốt gồm Nguyễn Văn Hải (blogger), AnhbaSG, Tạ Phong Tần,...
- Phong trào Boxit Việt Nam: của một số trí thức yêu cầu Chính phủ từ bỏ dự án Bauxit Tây Nguyên và Đảng Cộng sản tiến hành cải cách, dân chủ hơn, lắng nghe ý kiến trong và ngoài nước khi tiến hành lãnh đạo. Đây là sự phản kháng trước một số vấn đề nổi cộm hiện nay của Đảng lãnh đạo và Chính phủ quản lý (bao gồm: dự án Bô xít, dự án Đướng Sắt cao tốc Bắc Nam, vụ Vinashin,...). Website của Bauxit Việt Nam do Giáo sư Nguyễn Huệ Chi chủ biên.
- Đảng Dân chủ Việt Nam (XXI): do ông Hoàng Minh Chính tuyên bố khôi phục 2006 nhưng hoạt động không có hiệu quả do sự cấm đoán trong nước, do không huy động được sự ủng hộ, ông Hoàng Minh Chính cũng không có sức ảnh hưởng lên xã hội.[25]
- Tập hợp Thanh niên Dân chủ: do Nguyễn Tiến Trung thành lập, gồm một số thanh niên trong và ngoài nước tập hợp kêu gọi dân chủ tại Việt Nam. Họ cho rằng nước Việt Nam vẫn chưa có dân chủ và nhân quyền, do đó mục tiêu tối hậu được họ tuyên bố là thúc đẩy dân chủ hóa đất nước.
- Các đảng phái ngoài nước: chủ yếu do giới Việt kiều tổ chức. Một số đã giải tán, số còn lại thuộc Ủy ban Phối hợp Hành động vì dân chủ, là ủy ban phối hợp ngoài nước một số Đảng phái Việt kiều đòi dân chủ. Bốn thành viên thuộc Ủy ban gồm đảng dân chủ Nhân dân, Phong trào Lao động Việt, Tập hợp vì Công lý và đảng Việt Tân. "Người Việt hải ngoại tuy có nhiều ý kiến về tiến trình dân chủ cho Việt Nam, nhưng thiếu một sự thống nhất tư tưởng, thiếu một lộ trình và các điều kiện đánh giá cụ thể.".[26] Trong số này đảng Việt Tân đã bị chính phủ Việt Nam liệt vào danh sách các nhóm khủng bố.
- Các tổ chức tôn giáo: Giáo hội Phật giáo Việt Nam Thống nhất
- Các tổ chức phi chính phủ: một số tổ chức phi chính phủ cổ vũ cho dân chủ tại Việt Nam bao gồm: "Que Me: Action for Democracy in Vietnam" do Thích Quảng Độ là một thành viên chính.
- Các cá nhân: một số cá nhân được nhiều người biết như Lê Công Định, Trần Huỳnh Duy Thức, Lê Thăng Long, Cù Huy Hà Vũ... bị bắt và bị buộc các tội về lợi dụng dân chủ để chống Nhà nước CHXHCN Việt Nam. Các tin tức nhận định về dân chủ của những tổ chức, cá nhân này thường được họ phổ biến trên mạng internet.
- Các phong trào: nhóm Kiến nghị 72 đề nghị thay đổi Hiến pháp thêm quyền dân chủ cho nhân dân, Mạng Lưới Blogger Việt Nam chống lại Điều 258 Bộ Luật Hình sự

## Các hoạt động thực hiện bởi các tổ chức quốc tế
Đại sứ Thụy Sĩ Jean-Hubert Lebet thay mặt cho Canada, Na Uy và New Zealand và nước mình, bày tỏ lo ngại mức độ đói nghèo "đang thực sự tăng" ở một số dân tộc thiểu số ở vùng sâu vùng xa. Ông Lebet nhấn mạnh về "tầm quan trọng của việc đảm bảo quyền tự do bày tỏ ý kiến và tiếp cận thông tin không nên bị cản trở trong bối cảnh Việt Nam chuyển đổi dần sang nền kinh tế tri thức". Các nhà quan sát nói rằng có đợt trấn áp mới đang được tiến hành đối với các blogger và các nhà hoạt động vì căng thẳng chính trị tăng cao trước Đại hội Đảng.
Các hiệp định kinh tế giữa EU và ASEAN, mà trong đó Việt Nam là một thành viên, đều đặt vấn đề tôn trọng nhân quyền lên hàng đầu.

## Ý kiến của chính khách

### Nguyễn Văn An
Nguyên chủ tịch quốc hội Nguyễn Văn An đã nhận định: "Cách mạng dân tộc dân chủ [ở Việt Nam] chưa hoàn thành cơ bản,... mới làm được phần Cách mạng dân tộc, đánh đuổi thực dân, đế quốc, giành lại độc lập cho dân tộc; còn phần Cách mạng dân chủ thì mới làm được một phần, mới đánh đổ vua chúa phong kiến, còn rất nhiều nội dung của Cách mạng dân chủ chưa làm được, đến tận ngày nay vẫn còn nhiều vấn đề về dân chủ... cũng chưa làm được." Ngoài ra, ông còn nói rằng "người dân còn chưa được phúc quyết Hiến pháp và những việc quan hệ đến vận mệnh quốc gia thông qua trưng cầu dân ý",.
Cũng theo lời ông Nguyễn Văn An, "Các hình thức hoạt động tự nguyện của các cộng đồng, các tầng lớp nhân dân nhằm phát huy mọi nguồn lực và góp phần phản biện xã hội theo hướng xây dựng xã hội dân sự còn nghèo nàn và hạn chế. Nạn hành chính giấy tờ quan liệu, nhũng nhiễu còn khá nặng nề... Nghĩa là còn rất nhiều quyền dân chủ đương nhiên của một công dân của nước Việt Nam Dân chủ Cộng hoà nay là nước Cộng hoà Xã hội Chủ nghĩa Việt Nam, mà nhân dân ta đến nay vẫn chưa được hưởng một cách trọn vẹn."
Khi bàn về tính dân chủ trong Đảng Cộng sản Việt Nam, ông Nguyễn Văn An cho biết rằng "Ở nước có đa đảng tham chính, thông thường các Đảng họ quy định đảng viên của Đảng đó phải bỏ phiếu theo lập trường của Đảng đó... các Đảng tranh giành lá phiếu với nhau, tranh giành lợi ích cho Đảng mình. Ở Việt Nam, Đảng ta không phải tranh giành lá phiếu với đảng nào cả mà chỉ là lá phiếu của những đảng viên, của những người đại biểu nhân dân tán thành hay không tán thành một điểm nào hay cả chủ trương, chính sách nào đó của Ban lãnh đạo Đảng... Trong thực tiễn đã có rất nhiều trường hợp đảng viên trong Quốc hội, kể cả ủy viên Bộ Chính trị, Ủy viên Trung ương đã bỏ phiếu thuận theo lòng dân, không theo chỉ thị nghị quyết của Bộ chính trị, của Ban chấp hành TƯ và đã được Đảng và Nhà nước chấp nhận, nhân dân đồng tình và hoan nghênh. Đó là điều Đảng ta cần và phải làm khác với các đảng ở các nước có nhiều đảng tham chính để phát huy dân chủ thật sự trong đảng, trong xã hội".
Ngoài ra, ông nói "Làm như lâu nay thì chưa thật dân chủ trong Đảng, cũng chưa thật dân chủ trong dân, còn mang nhiều tính hình thức, thụ động, dân ít quan tâm." Để giải quyết lỗi hệ thống này, ông An đưa ra giải pháp rằng "có thể có nhiều đồng chí đưa ra những cương lĩnh tranh cử khác nhau, dăm ba cương lĩnh chẳng hạn, sau đó trong Đảng lựa chọn ra hai ba cương lĩnh tranh cử để đưa ra dân lựa chọn, như sự tranh cử trong nội bộ một Đảng của các nước có đa đảng tham chính. Như vậy, dân sẽ có cơ hội lựa chọn cương lĩnh tranh cử và người đứng đầu cương lĩnh để trở thành cương lĩnh phát triển của đất nước và nguyên thủ quốc gia trong một nhiệm kỳ xác định..."

### Trần Xuân Bách
Nguyên Ủy viên Bộ Chính trị Trần Xuân Bách từng phát biểu: "Dân chủ không phải là ban ơn, không phải là mở rộng dân chủ hay dân chủ mở rộng... Dân chủ là quyền của dân, với tư cách là người làm nên lịch sử, không phải là ban phát - do tấm lòng của người lãnh đạo này hay người lãnh đạo kia. Thực chất của dân chủ là khơi thông trí tuệ của toàn dân tộc và đưa đất nước đi lên kịp thời đại...".
Ông đã có nhiều bài viết và phát biểu theo xu hướng đa nguyên, đa đảng khi trào lưu cải tổ do Gorbachov đưa ra đang lan tràn trong nhiều nước xã hội chủ nghĩa thời đó. Do đó, tại Hội nghị Trung ương Đảng lần thứ 8 (tháng 3 năm 1990), Trần Xuân Bách đã bị phê phán gay gắt và bị kỷ luật, phải ra khỏi Bộ Chính trị và Ban Chấp hành Trung ương nhưng không bị khai trừ khỏi Đảng.
Theo cuốn Bên thắng cuộc, sau khi ông Bách bị kỷ luật, cách chức ủy viên Bộ chính trị, ủy viên Trung ương Đảng thì vợ ông Bách bị cơ quan "cho ra đứng vỉa hè giữ xe máy cho khách đến liên hệ với cơ quan".

### Lê Hiếu Đằng
Vào tháng 8/2013, trong bài viết "Suy nghĩ trong những ngày nằm bịnh" đăng trên báo Người Việt (xuất bản ở Quận Cam, California, Mỹ), ông Lê Hiếu Đằng (nguyên Phó Chủ tịch Ủy ban Mặt trận Tổ quốc ở TP HCM, về sau trốn ra nước ngoài) cho rằng đảng Cộng sản đã "phản bội lý tưởng cách mạng, phản bội nhân dân, phản bội những người góp phần xây dựng nên chế độ", trong đó có ông, ông cũng cho rằng phải dân chủ hóa, xây dựng thể chế đa đảng "để cứu đất nước thoát khỏi tình thế nguy cấp hiện tại" kêu gọi thành lập chính đảng mang tên Đảng Dân chủ Xã hội.

### Nguyễn Phú Trọng
Ngày 28 tháng 1 năm 2016, trả lời câu hỏi của AFP: "Thưa Tổng Bí thư, ông có nghĩ rằng dưới sự tiếp tục lãnh đạo của ông và Bộ Chính trị, Việt Nam sẽ là đất nước giàu mạnh hơn và dân chủ hơn không?", Tổng Bí thư Nguyễn Phú Trọng trả lời: "Tập thể lãnh đạo nhưng cũng cần đề cao trách nhiệm cá nhân, phát huy vai trò, trách nhiệm của cá nhân. Cái hay của chúng ta là "tập thể lãnh đạo, cá nhân phụ trách. Ở một số nước, nói là dân chủ nhưng người đứng đầu quyết định hết, thế thì ai dân chủ hơn ai? Câu nói này được dịch từ bản tin tiếng Anh trên tờ The Japan Times: "Kể tên các nước này thật không xác đáng, nhưng ở các nước ấy, với danh nghĩa dân chủ, nhưng mọi quyết định đều nằm trong tay một người. Vậy thì, nơi nào dân chủ hơn?"
Trong bài viết "Một số vấn đề lý luận và thực tiễn về chủ nghĩa xã hội và con đường đi lên chủ nghĩa xã hội ở Việt Nam", Tổng bí thư Đảng Cộng sản Việt Nam Nguyễn Phú Trọng cho rằng "Dân chủ là bản chất của chế độ xã hội chủ nghĩa, vừa là mục tiêu, vừa là động lực của công cuộc xây dựng chủ nghĩa xã hội; xây dựng nền dân chủ xã hội chủ nghĩa, bảo đảm quyền lực thực sự thuộc về nhân dân là một nhiệm vụ trọng yếu, lâu dài của cách mạng Việt Nam. Chúng ta chủ trương không ngừng phát huy dân chủ, xây dựng Nhà nước pháp quyền xã hội chủ nghĩa thực sự của nhân dân, do nhân dân và vì nhân dân, trên cơ sở liên minh giữa công nhân, nông dân và trí thức do Đảng Cộng sản Việt Nam lãnh đạo. Nhà nước đại diện cho quyền làm chủ của nhân dân, đồng thời là người tổ chức thực hiện đường lối của Đảng; có cơ chế để nhân dân thực hiện quyền làm chủ trực tiếp và dân chủ đại diện trên các lĩnh vực của đời sống xã hội, tham gia quản lý xã hội. Chúng ta nhận thức rằng, nhà nước pháp quyền xã hội chủ nghĩa về bản chất khác với nhà nước pháp quyền tư sản là ở chỗ: pháp quyền dưới chế độ tư bản chủ nghĩa về thực chất là công cụ bảo vệ và phục vụ cho lợi ích của giai cấp tư sản, còn pháp quyền dưới chế độ xã hội chủ nghĩa là công cụ thể hiện và thực hiện quyền làm chủ của nhân dân, bảo đảm và bảo vệ lợi ích của đại đa số nhân dân".